# Liste des conseillers départementaux de Lot-et-Garonne
Pour un article plus général, voir Conseil départemental de Lot-et-Garonne.
 (décembre 2019).

## Composition du conseil départemental deLot-et-Garonne(42 sièges)

### Conseillers par canton
| Canton                 | Conseiller 2015-2021      | Parti | Parti | Conseiller 2021-2027 | Parti | Parti |
| ---------------------- | ------------------------- | ----- | ----- | -------------------- | ----- | ----- |
| Agen-1                 | Nathalie Bricard          |       | DVD   |                      |       |       |
| Agen-1                 | Christian Delbrel         |       | DVD   |                      |       |       |
| Agen-2                 | Christian Dézalos         |       | PS    |                      |       |       |
| Agen-2                 | Laurence Lamy             |       | PS    |                      |       |       |
| Agen-3                 | Pierre Chollet            |       | UDI   |                      |       |       |
| Agen-3                 | Baya Kherkhach            |       | DVD   |                      |       |       |
| Agen-4                 | Christophe Bocquet        |       | LR    |                      |       |       |
| Agen-4                 | Clémence Brandolin-Robert |       | LR    |                      |       |       |
| L'Albret               | Nicolas Lacombe           |       | DVG   |                      |       |       |
| L'Albret               | Marylène Paillares        |       | PS    |                      |       |       |
| Canton du Confluent    | Laurence Ducos            |       | DVD   |                      |       |       |
| Canton du Confluent    | Alain Merly               |       | UDI   |                      |       |       |
| Les Coteaux de Guyenne | Pierre Camani             |       | PS    |                      |       |       |
| Les Coteaux de Guyenne | Nadine Quaix              |       | PS    |                      |       |       |
| Les Forêts de Gascogne | Raymond Girardi           |       | PCF   |                      |       |       |
| Les Forêts de Gascogne | Hélène Laulan             |       | PCF   |                      |       |       |
| Le Fumélois            | Daniel Borie              |       | PS    |                      |       |       |
| Le Fumélois            | Sophie Gargowitsch        |       | DVG   |                      |       |       |
| Haut Agenais Périgord  | Marcel Calmette           |       | PS    |                      |       |       |
| Haut Agenais Périgord  | Christine Gonzato-Roques  |       | PCF   |                      |       |       |
| Lavardac               | Michel Masset             |       | DVG   |                      |       |       |
| Lavardac               | Valérie Tonin             |       | DVG   |                      |       |       |
| Livradais              | Marie-Serge Béteille      |       | DVD   |                      |       |       |
| Livradais              | Pierre-Jean Pudal         |       | LR    |                      |       |       |
| Marmande-1             | Joël Hocquelet            |       | PS    |                      |       |       |
| Marmande-1             | Émilie Maillou            |       | PS    |                      |       |       |
| Marmande-2             | Jacques Bilirit           |       | PS    |                      |       |       |
| Marmande-2             | Sophie Borderie           |       | PS    |                      |       |       |
| Ouest agenais          | Jean Dreuil               |       | PS    |                      |       |       |
| Ouest agenais          | Françoise Laurent         |       | PS    |                      |       |       |
| Pays de Serres         | Bernard Barral            |       | PS    |                      |       |       |
| Pays de Serres         | Marie-France Salles       |       | LREM  |                      |       |       |
| Sud-Est agenais        | Christine Bonfanti-Dossat |       | LR    |                      |       |       |
| Sud-Est agenais        | Rémi Constans             |       | UDI   |                      |       |       |
| Tonneins               | Italina Lalaurie          |       | DVD   |                      |       |       |
| Tonneins               | Jean-Pierre Moga          |       | DVD   |                      |       |       |
| Val du Dropt           | Pierre Costes             |       | PRG   |                      |       |       |
| Val du Dropt           | Daniele Dhelias           |       | PRG   |                      |       |       |
| Villeneuve-sur-Lot-1   | Patricia Suppi            |       | UDI   |                      |       |       |
| Villeneuve-sur-Lot-1   | Guillaume Lepers          |       | LR    |                      |       |       |
| Villeneuve-sur-Lot-2   | Patrick Cassany           |       | PS    |                      |       |       |
| Villeneuve-sur-Lot-2   | Catherine Joffroy         |       | PS    |                      |       |       |

## Liste des conseillers généraux deLot-et-Garonne
| Canton                               | Circonscription | Conseiller général       | Parti | Série |
| ------------------------------------ | --------------- | ------------------------ | ----- | ----- |
| Arrondissement d'Agen                |                 |                          |       |       |
| canton d'Agen-Centre                 | 1               | Pierre Chollet           | DVD   | 2008  |
| canton d'Agen-Nord                   | 1               | Jean-Michel Drapé        | DVD   | 2008  |
| canton d'Agen-Nord-Est               | 1               | Catherine Pitous         | PS    | 2011  |
| canton d'Agen-Ouest                  | 1               | Jean-Louis Matéos        | PRG   | 2011  |
| canton d'Agen-Sud-Est                | 1               | Christian Dézalos        | PS    | 2011  |
| canton d'Astaffort                   | 1               | Michel Esteban           | PS    | 2008  |
| canton de Beauville                  | 3               | Marie-France Salles      | DVG   | 2011  |
| canton de Laplume                    | 1               | Jean Drueil              | PS    | 2008  |
| canton de Laroque-Timbaut            | 3               | Georges Denys            | PS    | 2011  |
| canton de Port-Sainte-Marie          | 2               | Alain Paraillous         | DVD   | 2008  |
| canton de Puymirol                   | 1               | Marc Boueilh             | UMP   | 2008  |
| Arrondissement de Marmande           |                 |                          |       |       |
| canton de Bouglon                    | 2               | Raymond Girardi          | PCF   | 2011  |
| canton de Castelmoron-sur-Lot        | 2               | Bernard Genestou         | UMP   | 2008  |
| canton de Duras                      | 2               | Bernadette Dreux         | UMP   | 2008  |
| canton de Lauzun                     | 2               | Pierre Costes            | PS    | 2008  |
| canton de Marmande-Est               | 2               | Jacques Bilirit          | PS    | 2011  |
| canton de Marmande-Ouest             | 2               | Joël Hocquelet           | DVG   | 2008  |
| canton du Mas-d'Agenais              | 2               | Jean-Luc Barbé           | DVG   | 2008  |
| canton de Meilhan-sur-Garonne        | 2               | Régine Poveda            | PS    | 2008  |
| canton de Seyches                    | 2               | Pierre Camani            | PS    | 2008  |
| canton de Tonneins                   | 2               | Jean-Pierre Moga         | DVD   | 2011  |
| Arrondissement de Nérac              |                 |                          |       |       |
| canton de Casteljaloux               | 2               | Jean-Claude Guénin       | UMP   | 2008  |
| canton de Damazan                    | 2               | Michel de Lapeyrière     | UMP   | 2011  |
| canton de Francescas                 | 1               | Christian Lussagnet      | UMP   | 2008  |
| canton de Houeillès                  | 2               | Francis Da Ros           | PS    | 2011  |
| canton de Lavardac                   | 1               | André Touron             | UMP   | 2008  |
| canton de Mézin                      | 1               | Christian Bataille       | PS    | 2011  |
| canton de Nérac                      | 1               | Nicolas Lacombe          | PS    | 2008  |
| Arrondissement de Villeneuve-sur-Lot |                 |                          |       |       |
| canton de Cancon                     | 3               | Marie-Christine Kidger   | PS    | 2011  |
| canton de Castillonnès               | 3               | Christian Ferullo        | PS    | 2008  |
| canton de Fumel                      | 3               | Michèle Lafoz            | UMP   | 2011  |
| canton de Monclar                    | 3               | Pierre-Jean Fougeyrollas | PS    | 2008  |
| canton de Monflanquin                | 3               | Marcel Calmette          | PS    | 2011  |
| canton de Penne-d'Agenais            | 3               | Jean-Pierre Lorenzon     | UDI   | 2008  |
| canton de Sainte-Livrade-sur-Lot     | 3               | Claire Pasut             | PS    | 2011  |
| canton de Tournon-d'Agenais          | 3               | Daniel Borie             | PS    | 2008  |
| canton de Villeneuve-sur-Lot-Nord    | 3               | Alain Soubiran           | PS    | 2011  |
| canton de Villeneuve-sur-Lot-Sud     | 3               | Patrick Cassany          | PS    | 2011  |
| canton de Villeréal                  | 3               | Jean-Marc Chemin         | SE    | 2008  |
| canton de Prayssas                   | 3               | Alain Merly              | UDI   | 2011  |

## Présidents du Conseil général de Lot et Garonne
| Période         | Nom                                  | Canton                                                                   | Parti |  |
| --------------- | ------------------------------------ | ------------------------------------------------------------------------ | ----- |  |
| An VIII - An IX | Sarrazin                             | -                                                                        |       |  |
| An X - 1812     | Jean Florimond Boudon de Saint-Amans | -                                                                        |       |  |
| 1813 - 1813     | Barsalou                             | -                                                                        |       |  |
| 1814 - 1831     | Jean Florimond Boudon de Saint-Amans | -                                                                        |       |  |
| 1832 - 1832     | Sylvestre                            | -                                                                        |       |  |
| 1833 - 1833     | Barsalou (aîné)                      | -                                                                        |       |  |
| 1834 - 1838     | Jean-Baptiste Lebe                   | Conseiller général de Francescas                                         | -     |  |
| 1839 - 1848     | Merle de Massonneau                  | Conseiller général de Port-Sainte-Marie                                  | -     |  |
| 1849 - 1851     | Jean-Didier Baze                     | Conseiller général du 2e canton d'Agen                                   | -     |  |
| 1852 - 1863     | Jean-Baptiste Lebe                   | Conseiller général de Francescas                                         | -     |  |
| 1864 - 1870     | Romain Albéric Saint Luc Courborieu  | Conseiller général de Villeréal                                          | -     |  |
| 1871 - 1874     | Léopold Faye                         | Conseiller général de Marmande                                           | -     |  |
| 1874 - 1875     | Comte Octave de Bastard d'Estang     | Conseiller général de Bouglon député de Lot et Garonne (1871 - 1876)     | -     |  |
| 1875 - 1876     | Lacoste                              | Conseiller général de Prayssas                                           | -     |  |
| 1876 - 1882     | Léopold Faye                         | Conseiller général de Marmande                                           | -     |  |
| 1883 - 1886     | Armand Fallières                     | Conseiller général de Nérac                                              | -     |  |
| 1886 - 1898     | Léopold Faye                         | Conseiller général de Marmande                                           | -     |  |
| 1899 - 1913     | Philippe Dauzon                      | Conseiller général d’Astaffort                                           | -     |  |
| 1914 - 1917     | Abel Montels                         | Conseiller général de Laroque-Timbaut                                    | -     |  |
| 1918 - 1921     | Jules Cels                           | Conseiller général de Port-Sainte-Marie                                  | -     |  |
| 1921 - 1933     | Pierre Marraud                       | Conseiller général de Beauville                                          | -     |  |
| 1934 - 1940     | Albert Pabon                         | Conseiller général de Villeréal                                          | -     |  |
| 1945 - 1949     | Rodolphe Roubet                      | Conseiller général de Tonneins                                           | SFIO  |  |
| 1949 - 1959     | Dr Henri Toussaint                   | Conseiller général de Tournon-d’Agenais                                  | -     |  |
| 1960 - 1976     | Jacques Bordeneuve                   | Conseiller général de Penne-d’Agenais                                    | PRRS  |  |
| 1976 - 1978     | René Andrieu                         | Conseiller général de Monflanquin                                        | -     |  |
| 1978 - 1994     | Jean François-Poncet                 | Conseil général de Laplume                                               | UDF   |  |
| 1994 - 1998     | Jean-Louis Brunet                    | Conseiller général de Nérac                                              | UDF   |  |
| 1998 - 2004     | Jean François-Poncet                 | Conseiller général de Duras                                              | UDF   |  |
| 2004 - 2008     | Michel Diefenbacher                  | Conseiller général de Marmande-Ouest                                     | UMP   |  |
| 2008 - 2019     | Pierre Camani                        | Conseiller général de Seyches, puis départemental des Coteaux de Guyenne | PS    |  |
| 2019 - ...      | Sophie Borderie                      | Conseillère départementale de Marmande-2                                 | PS    |  |

- Note : Le calendrier républicain (ou calendrier révolutionnaire français) fut créé pendant la Révolution française de 1789 à 1799.
  - L’invention de ce calendrier se fit progressivement. Dès le lendemain de la prise de la Bastille (14 juillet 1789), l'usage était apparu d'appeler 1789 « l’an I de (l’ère de) la Liberté » ; les mois et jours étaient restés les mêmes. Cependant, en l’an IV de l’ère de la liberté, le 22 septembre 1792, la Convention nationale décréta que « Tous les actes publics sont désormais datés à partir de l'an I de la République », … Le calendrier Républicain
  - Ainsi : de l'An VIII à l'An X (inclus) correspond du 23 septembre 1799 au 22 septembre 1802 (inclus)